# Кузьковський Йосип Веніамінович
Йосип Веніамінович Кузьковський (нар. 1902, Могильов — пом. 1970, Петах-Тіква) — радянський живописець, графік.

## Біографія
Народився у 1902 році в місті Могильові (тепер Білорусь). Почав малювати в дитинстві. Відвідував хедер, служив в крамниці «закликальником», працював в майстерні вивісок і маляром. 1918 року вступив добровольцем до Червоної армії, проте захворів на тиф. Після одужання мешкав у Києві. Закінчив Київський художній інститут. З 1929 до 1941 року працював художником кіно і кінореклами.
Під час німецько-радянської війни був евакуйований до Фергани, де брав активну участь у виданні «Вікон сатири». Після закінчення війни мешкав у Ризі, працював у галузі книжкової та станкової графіки. У серпні 1969 року отримав дозвіл на репатріацію. Помер 1970 року в Ізраїлі у місті Петах-Тіхві.

## Творчість
Створив кіноплакати до фільмів:
- «Джальма» (1928);
- «Хліб» (1929);
- «Кіно-альбом (1905 рік)» (1931).

Кіноплакат до фільму «Хліб»

У 1940 році створив картину «Зустріч», що зафіксувала спортивні змагання між козацьким і єврейським колгоспами на Кубані. Картина згоріла під час бомбардування Києва в перші дні німецько-радянської.
В Узбекистані і писав тематичні картини для Ферганського краєзнавчого музею, портрети, жанрові сцени про будні воєнних років («Слухає радіо», 1942—1943, Музей образотворчих мистецтв Узбекистану в Ташкенті). 
У 1944—1945 роках виконав низку полотен присвячених подіям масового знищення євреїв нацистами: «Акція», «Не стріляйте!», «Розстріл», «Куди ви мене ведете?». 
У 1946 році за державним замовленням створив цикл робіт «Ленініана». Ілюстрував твори Миколи Островського, Бориса Польового, Валентина Катаєва, Фріди Вигдорової, Емануїла Казакевича, Олексія Толстого, Михайла Лермонтова, Льва Толстого, багато писав парадних портретів державних діячів. 
У 1945—1948 роках створив монументальну композицію про Бабин Яр «В останню путь», також відому під назвами «Якщо я це забуду ...», «Пам'яті жертв фашизму». В 1960-ті роки створив ліногравюри: «Акція», «Хава Нагіла», «Повстале гетто», «Ми будемо жити!» про життя і боротьбу євреїв. 1967 року з'явилася пастель  «Давид і Голіаф», що була відгуком на Шестиденну війну. На ній повержений велетень був зображений у вигляді араба.
Персональні виставки художника пройшли в Ризі у 1964 і 1967 роках.